# Ali Kahlane
Ali Kahlane (en arabe : علي كحلان, en tamaziɣt : ⴰⵍⵉ ⴽⴰⵀⵍⴻⵏ), est né le 11 juin 1950 à Alger, est informaticien et  essayiste,. Il est membre du Comité sectoriel permanent de recherche scientifique et de développement technologique du ministère de la poste et des TIC et Ex-conseiller du Ministre des Transports (Algérie) chargé entre autres, de la numérisation.

## Biographie

### Jeunesse
Ali Kahlane est né à Alger dans le quartier "Fontaine Fraîche" à la Scala. Venant d'une famille de babouchiers et de broderie traditionnelle sur sellerie de la basse Casbah d'Alger, originaire de M'Sila (1928), dont le père était militant docker au Port d'Alger pour finir, à l'indépendance, douanier dans le même Port. Il fut élève du lycée Émir-Abdelkader et celui d'Amara Rachid à Ben Aknoun[réf. souhaitée].

### Formation
Il est recruté en tant qu’élève-officier d’Active par le Ministère de la Défense Nationale, pour étudier d’abord en Algérie au Centre d’Études et de Recherche en Informatique (CERI), l’actuelle ESI (École nationale Supérieure d’Informatique à Oued Smar, ex. INI).
Il poursuivra ses études  pour une Licence et une Maîtrise en informatique fondamentale à l'Université Paris VIII dont les travaux de fin d'études furent effectués à l'IRIA (actuel  INRIA).
Il poursuivit ses études de Ph.D à Brunel University London à Uxbridge (Royaume-Uni) et travailla sur le développement de systèmes de gestion de base de données pragmatiques sur micro ordinateurs pour sa thèse. Il enseigna les langages de programmation dans la même université.

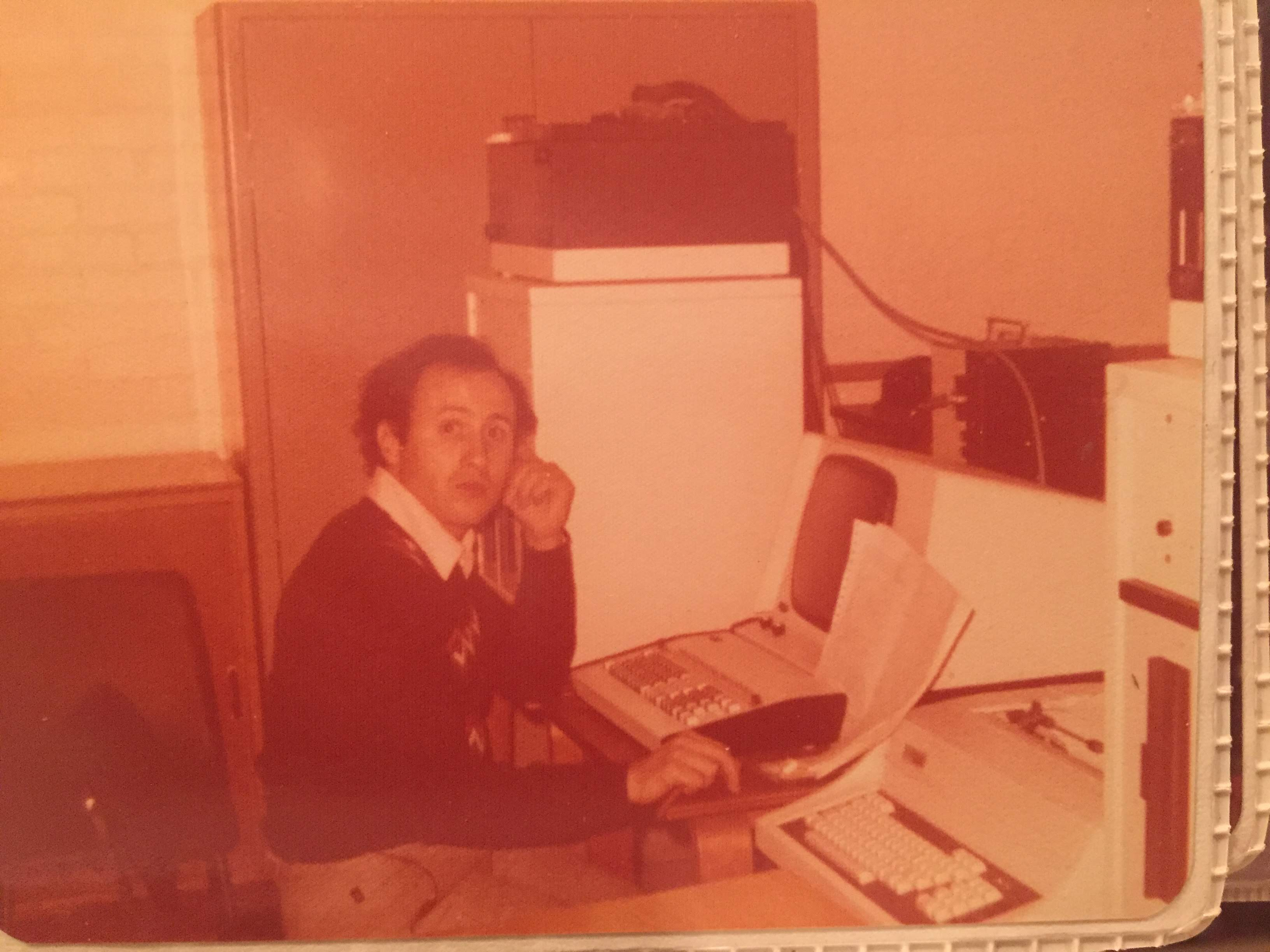
Ali Kahlane au Computer Lab de Brunel University. décembre 1978

## Activités
Officier et professeur à l’École Militaire Polytechnique (EMP, ex. ENITA), il y contribua au lancement de la filière ingénieur en informatique. Il est démobilisé, sur sa demande, en décembre 1989 avec le grade de Capitaine. Il reçut la Médaille 1er chevron de l'ANP.
En tant que conseiller du Ministre des Transports (Algérie) de 2020 à 2021, il avait  la charge de l'appropriation et la maturation des technologies du numérique ainsi que de l'application et du suivi du Plan de développement du secteur des transports,.
Il est membre et vice-président du think tank CARE (Cercle d'Action et de Réflexion pour l'Entreprise), depuis 2012,,.
En tant que président de l'Association des fournisseurs de services Internet (AAFSI) il a participé aux consultations ayant mené à l'élaboration du Programme e-Algérie 2013 du MPTIC. Ce document développe la politique des technologies de l'information et de la communication de l’Algérie,,.
Il a été cofondateur et directeur de la publication de la première revue d’informatique algérienne, L’Ordinateur, en 1992. Après 9 numéros, la revue a arrêté d'être publiée en 1994 à cause de la guerre civile en Algérie par manque de moyens.
En octobre 2006, il participe avec l'ONG américaine "Marathon Sahara", au montage d'un « Cyber call house » pour un village dans un camp de réfugiés Sahraouis au moyen d'une connexion satellitaire. Cela permet aux réfugiés d'avoir un accès Internet ainsi qu'au téléphone au moyen de la Voix sur IP (VoIP),.
Il a été membre de l'Afnic et le Collège international de l'UNESCO,.
Il est invité au First Presidential summit on entrepreneurship présidé par Barack Obama à Washington en avril 2010,,.
Il fonda en décembre 1991  Swan Informatique. Cette entreprise deviendra Satlinker, qui se spécialise dans l'accès à Internet par satellite. Elle développa les technologies convergentes au cloud et le Big data et outils de cybersécurité,.

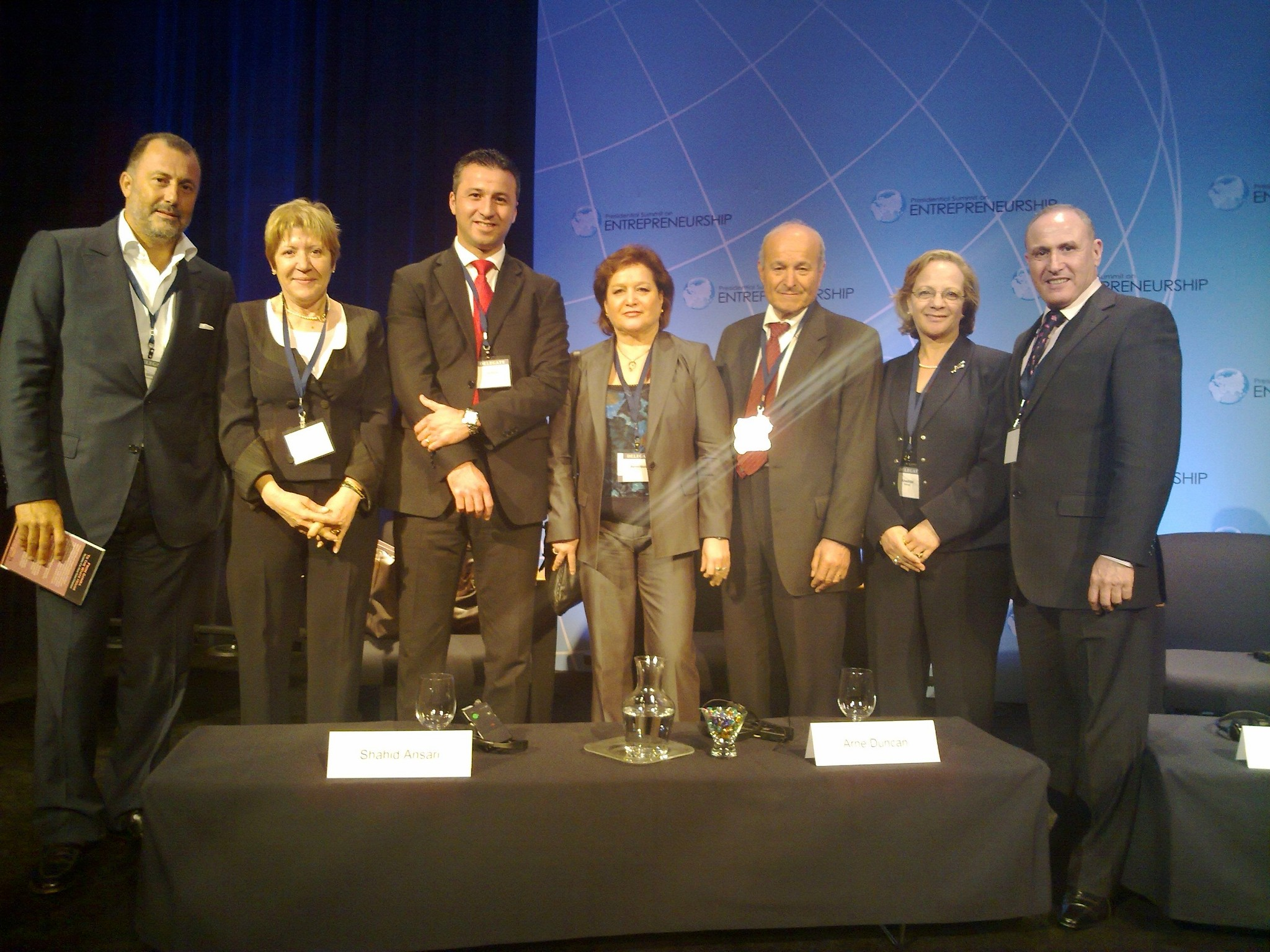
Les sept chefs d'entreprises algériens invités par Barack Obama à Washington le 25 avril 2010 pour le First Presidential Entrepreneurship summit. De gauche à droite : Slim Othmani (NCA-Rouiba), Dalila Nadjem (Dalimen), Sofiane Chaib (In-Tuition), Hind Benmiloud (Benmiloud Avocats), Issad Rebrab (Cevital), Khadidja Belhadi (Présidente Association Ame), Ali Kahlane (Satlinker).

## Société civile
En 2001, il est cofondateur de l'Association algérienne des fournisseurs de services Internet (AAFSI), il en a été le Président en décembre 2008,. Il a été aussi cofondateur et président de l'Association des Opérateurs des Télécoms Alternatifs (AOTA) ainsi que fondateur (En 2010) et Président (en 2015) de l'Association North Africa partnership for entrepreneurship opportunities - Algeria (NAPEO),.

### Publications
- TIC et e-commerce : l’Algérie a les moyens pour être un acteur incontournable, Oil and Gas. Novembre 2017. p. 50-53[25]